# کرت ویمر
کرت ویمر (انگلیسی: Kurt Wimmer؛ زادهٔ ۱۹۶۴ (۶۰–۶۱ سال)) فیلم‌نامه‌نویس، کارگردان و تهیه‌کننده اهل ایالات متحده آمریکا است.

## زندگی‌نامه
او در دانشگاه جنوب فلوریدا تحصیل کرد و با مدرک کارشناسی هنرهای زیبا در تاریخ هنر فارغ‌التحصیل شد. او سپس به لس آنجلس نقل مکان کرد، جایی که او به مدت ۱۲ سال به عنوان فیلمنامه‌نویس قبل از کارگردانی فیلم توازن در سال ۲۰۰۲ کار کرد. در مصاحبه‌های متعدد، او تعادل را به‌عنوان اولین کارگردانی و اولین فیلم خود ذکر می‌کند، اگرچه اولین کارگردانی واقعی او فیلم اکشن «یک حرامزاده سرسخت» با بازی برایان باسورث و بروس پین در سال ۱۹۹۵ بود. با این حال، توازن اولین فیلم او در سینما بود.

## فیلم‌شناسی
| سال  | عنوان             | در نقش   | در نقش    | در نقش       | در نقش  | یادداشت‌ها                         |
| سال  | عنوان             | کارگردان | تهیه‌کننده | فیلم‌نامه‌نویس | هنرپیشه | یادداشت‌ها                         |
| ---- | ----------------- | -------- | --------- | ------------ | ------- | --------------------------------- |
| ۱۹۹۵ | یک حرامزاده سرسخت | آری      | نه        | نه           | نه      |                                   |
| ۱۹۹۸ | کره               | نه       | نه        | آری          | نه      | اقتباس رمان مایکل کرایتون را نوشت |
| ۱۹۹۹ | حادثه توماس کراون | نه       | نه        | آری          | نه      |                                   |
| ۲۰۰۲ | توازن             | آری      | نه        | آری          | آری     |                                   |
| ۲۰۰۳ | تازه‌کار           | نه       | نه        | آری          | نه      |                                   |
| ۲۰۰۶ | فرابنفش           | آری      | نه        | آری          | آری     |                                   |
| ۲۰۰۸ | سلاطین خیابان     | نه       | نه        | آری          | نه      |                                   |
| ۲۰۰۹ | شهروند مطیع قانون | نه       | آری       | آری          | نه      |                                   |
| ۲۰۱۰ | سالت              | نه       | نه        | آری          | نه      |                                   |
| ۲۰۱۲ | یادآوری کامل      | نه       | نه        | آری          | نه      |                                   |
| ۲۰۱۵ | نقطه فروپاشی      | نه       | آری       | آری          | نه      |                                   |
| ۲۰۲۰ | کودکان ذرت        | آری      | آری       | آری          | نه      |                                   |
| ۲۰۲۰ | طلسم              | نه       | آری       | آری          | نه      |                                   |
| ۲۰۲۱ | ناجورها           | نه       | نه        | آری          | نه      |                                   |
| ۲۰۲۴ | زنبوردار          | نه       | آری       | آری          | نه      |                                   |